# (11289) Frescobaldi
(11289) Frescobaldi (1991 PA2) – planetoida z pasa głównego asteroid okrążająca Słońce w ciągu 5,48 lat w średniej odległości 3,11 j.a. Odkryta 2 sierpnia 1991 roku.